# Scappati con la cassa
Scappati con la cassa è un programma televisivo di intrattenimento andato in onda per la prima volta su Italia 1 nel 2007, considerato una sorta di spin-off del programma Le Iene in quanto realizzato dallo stesso gruppo autoriale.

## Storia
Il programma è andato in onda per la prima volta il 4 dicembre 2007 in una puntata unica, ed è stato riedito in tre puntate andate in onda il 9, 16 e 23 giugno 2009. Il programma propone le storie di truffatori italiani che dopo aver abilmente truffato diverse persone sono fuggiti all'estero facendo perdere le loro tracce. La trasmissione si propone di rintracciarli e dar loro voce in modo che i truffati possano capire e soprattutto sperare in un risarcimento.

## Gli inviati
- Giulio Golia (caso di Vincenzo Canese)
- Luigi Pelazza (caso di Alberto Soliani)
- Matteo Viviani (caso di Gianluca Merchiori)